# Qualificazioni alla Coppa del Mondo di rugby 2023 - Americhe

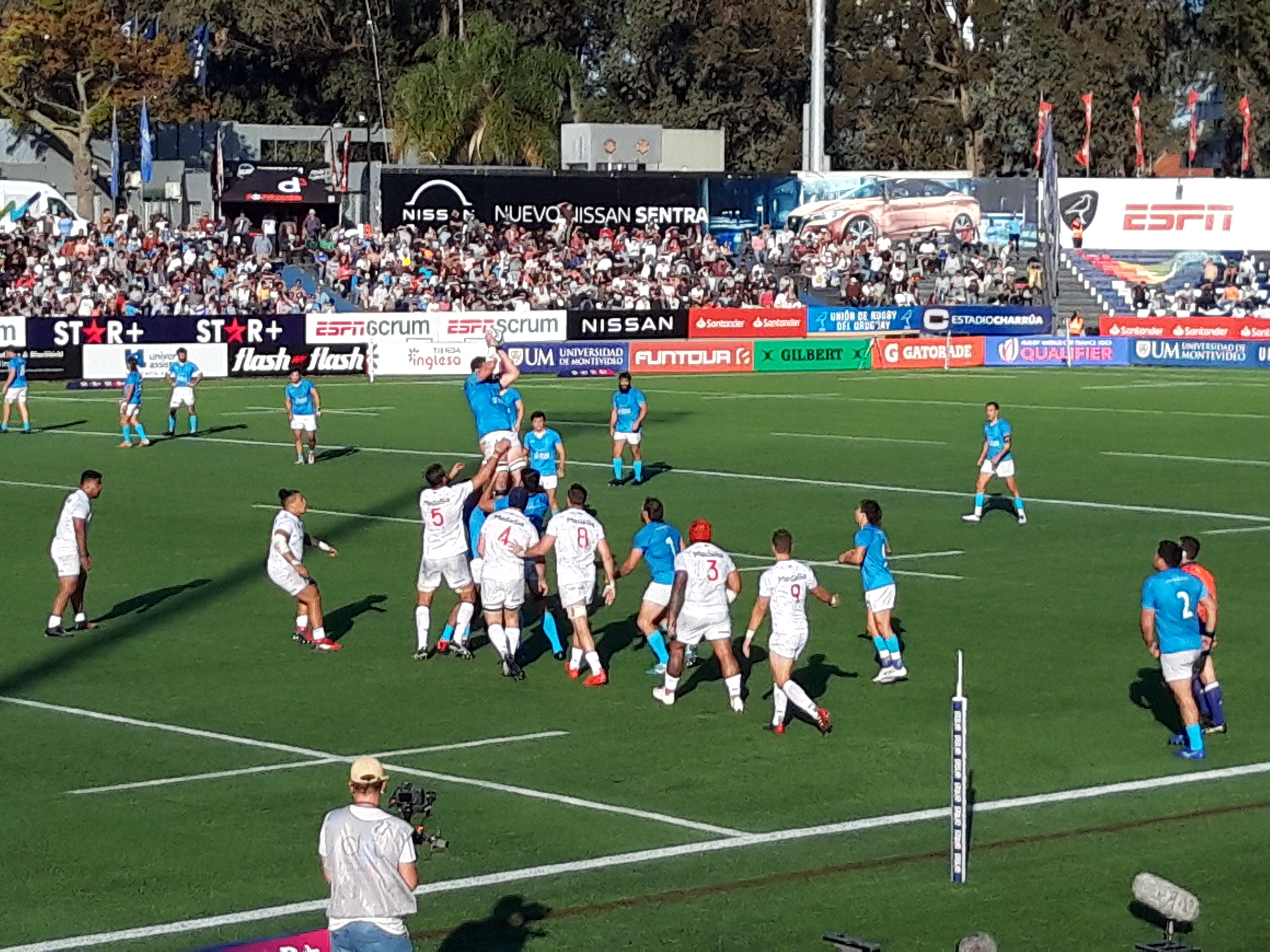
Uruguay è Stati Uniti, presso lo stadio Charrúa a Montevideo

Le qualificazioni americane alla Coppa del Mondo di rugby 2023 si tennero tra il 2021 e il 2022 e riguardarono 7 squadre nazionali di tutto il continente americano che dovettero esprimere due qualificate direttamente alla Coppa e destinarne un’altra ai ripescaggi.
Alla Coppa del Mondo di rugby 2023 furono ammesse di diritto le dodici migliori squadre dell’edizione del 2019 (ovvero le prime tre classificate di ognuno dei quattro gironi della fase iniziale del torneo); per quanto riguarda le squadre del continente americano la sola Argentina, come terza migliore del proprio girone nel 2019, era esonerata dalla trafila delle qualificazioni in quanto ammessa di diritto alla Coppa del 2023.
Fu deciso di organizzare un torneo di qualificazione unico che raccogliesse le sette squadre in gara, due dal Nordamerica (Canada e Stati Uniti, le uniche partecipanti di tale zona a causa delle defezioni provocate dalle restrizioni imposte a contrasto della pandemia di COVID-19) e cinque dal Sudamerica (Brasile, Cile, Colombia, Paraguay e Uruguay).
Il percorso di qualificazione fu dominato a sorpresa dalle squadre sudamericane: prima il Canada e poi gli Stati Uniti furono battuti dall'Uruguay, mai qualificatosi prima d'allora come prima squadra del continente, e a seguire dal Cile, alla sua prima qualificazione assoluta.

## Criteri di qualificazione
Alla qualificazione presero parte 7 squadre nazionali, due facenti capo a Rugby Americas North (Canada e Stati Uniti) e cinque a Sudamérica Rugby (Brasile, Cile, Colombia, Paraguay e Uruguay).
Il cammino di qualificazione si articolò su cinque turni:
- Primo turno (giugno 2021): corrispose al preliminare d'accesso al torneo sudamericano 2021. Solo l'Uruguay era qualificato direttamente a tale competizione; per decidere le due che l'avrebbero affiancato furono accoppiate le altre quattro squadre sudamericane in due eliminatorie in gara secca.
- Secondo turno (luglio 2021): nella zona nordamericana, lo spareggio tra Canada e Stati Uniti per disputare con la campione sudamericana il primo posto diretto al mondiale; in Sudamerica il campionato continentale, disputato tra Uruguay e le due vincitrici dei preliminari del primo turno.
- Terzo turno (ottobre 2021): spareggio in gara doppia tra il vincitore dell'incontro nordamericano e il campione sudamericano. Il vincitore di tale turno fu ammesso direttamente alla Coppa del Mondo come Americhe 1, lo sconfitto andò al quinto turno attendendo il vincitore del quarto turno.
- Quarto turno (ottobre 2021): spareggio in gara doppia tra lo sconfitto dell'incontro nordamericano e il vicecampione sudamericano. Il vincitore di tale turno fu ammesso al quinto turno contro lo sconfitto del terzo turno.
- Quinto turno (luglio 2022): spareggio in gara doppia tra lo sconfitto del terzo turno e il vincitore del quarto turno. Il vincitore di tale turno fu ammesso direttamente alla Coppa del Mondo come Americhe 2, lo sconfitto fu destinato ai ripescaggi[1].

## Schema di qualificazione
| Primo turno                                                 | Secondo turno | Terzo turno                                                 | Quarto turno                                                         | Quinto turno                                     | Qualificate                                      | Ripescaggi               |
| ----------------------------------------------------------- | --- | ----------------------------------------------------------- | -------------------------------------------------------------------- | ------------------------------------------------ | ------------------------------------------------ | ------------------------ |
| Barrage sudamericano - Brasile – Paraguay - Cile – Colombia | Spareggio nordamericano - Canada – Stati Uniti Campionato sudamericano - Uruguay - Vincitore barrage 1 - Vincitore barrage 2 | - Vincitore spareggio nordamericano – Campione sudamericano | - Sconfitto spareggio nordamericano– Secondo campionato sudamericano | - Sconfitto terzo turno – Vincitore quarto turno | - Vincitore terzo turno - Vincitore quinto turno | - Sconfitto quinto turno |

## Primo turno

### Esito del primo turno
- Brasile e Cile: ammesse al secondo turno

## Secondo turno

### Spareggio nordamericano
Nella gara d'andata in casa propria a St. John's, il Canada ebbe la meglio sui propri avversari d'oltreconfine battendoli 34-21 e costruendo le basi per acquisire il diritto di disputare lo spareggio contro la campione sudamericana, ma al ritorno a Glendale gli Stati Uniti ribaltarono il risultato e si imposero per 38-16 e vincendo quindi il confronto combinato con 9 punti di scarto.
Per effetto di tale risultato gli Stati Uniti accedettero allo spareggio contro la vincente della zona sudamericana, mentre la seconda toccò al Canada per continuare il percorso verso il secondo slot continentale alla Coppa.
| Arbitro: | Mike Adamson |

|                                              |      |                                      |
| Thomas 8’ Rumball 42’ LeSage 51’ Webster 67’ | mt   | 3’ tecnica 36’ Germishuys 80’ Lopeti |
| Nelson 8’, 42’, 51’, 67’                     | tr   | 36’ Carty 80’ MacGinty               |
| Nelson 18’, 62’                              | c.p. |                                      |

| Arbitro: | Mike Adamson |

|                                                             |      |                         |
| Germishuys 17’, 28’, 40’ Dyer 22’ de Haas 51’ Taufete'e 63’ | mt   | 80’ tecnica             |
| MacGinty 40’                                                | tr   | 6’ Coats 9’, 32’ Nelson |
| MacGinty 4’                                                 | c.p. |                         |
| de Haas 49’                                                 | drop |                         |

### Esito del secondo turno
- Stati Uniti e Uruguay: allo spareggio nord/sudamericano per la qualificazione diretta come Americhe 1
- Canada e Cile: al quarto turno

## Terzo turno
Lo spareggio tra Stati Uniti e Uruguay, campione sudamericano, per decidere la prima qualificata delle Americhe si tenne anch'esso su due gare, all'andata ancora a Glendale e al ritorno a Montevideo.
Nella gara d'andata le Aquile si aggiudicarono la vittoria di stretto margine, 19-16, punteggio che lasciava aperte ancora tutte le possibilità al ritorno; a Montevideo, invece, furono i Teros sudamericani a ribaltare il punteggio vincendo di 19 punti (34-15) e assicurandosi il primo slot delle Americhe, impresa mai riuscita in passato.
Per gli Stati Uniti invece la strada della qualificazione dovette passare per lo spareggio contro la vincente dell'incontro tra Canada e Cile, vicecampione sudamericano.
| Arbitro: | Frank Murphy |

|                              |      |                       |
| Dolan 20’ Dyer 39’ Kruse 50’ | mt   | 78’ Pujadas           |
| Magie 20’, 40’               | tr   | 78’ Berchesi          |
|                              | c.p. | 9’, 63’, 70’ Berchesi |

| Arbitro: | Damian Schneider |

|                                     |      |                    |
| Silva 5’, 55’ Mieres 42’ Gattas 48’ | mt   | 28’ Kruse 64’ Dyer |
| Favaro 6’, 42’, 48’, 55’            | tr   | 64’ Carty          |
| Favaro 34’, 38’                     | c.p. | 9’ Magie           |

### Esito del terzo turno
- Uruguay: qualificata alla Coppa del Mondo come prima squadra americana
- Stati Uniti: al quinto turno

## Quarto turno
Il quarto turno si tenne in contemporanea al terzo, e servì a determinare la squadra destinata a incontrare la perdente dello spareggio Americhe 1 per il secondo posto utile ad accesso diretto alla Coppa.
A incontrarsi furono il Canada, sconfitto dagli Stati Uniti nello spareggio nordamericano, e il Cile, partito dalle qualificazioni e giunto secondo al campionato sudamericano 2021.
L'andata a Langford vide una strettissima vittoria canadese, di un solo punto, maturata nel finale grazie a un calcio piazzato quando la partita si stava avviando al tempo di recupero; tale vantaggio non fu sufficiente al ritorno per assicurarsi il passaggio di turno, perché il Cile vinse a Valparaíso per 33-24, costringendo così il Canada a rinunciare alla Coppa del Mondo per la prima volta dalla sua istituzione.
Fu, quindi, il Cile a guadagnare il diritto di sfidare gli Stati Uniti per lo slot diretto riservato alla seconda squadra americana.
| Arbitro: | Chris Busby |

|                            |      |                      |
| Thomas 34’ Braude 44’, 49’ | mt   | 52’, 66’ Saavedra    |
| Nelson 44’, 49’            | tr   | 66’ Videla           |
| Povey 80’                  | c.p. | 22’, 31’, 40’ Videla |

| Arbitro: | Neheun Jauri Rivero |

|                                     |      |                                   |
| Fernández 24’ Dittus 50’ Videla 69’ | mt   | 46’ Howard 66’ Quattrin 79’ Lloyd |
| Videla 24’, 50’, 69’                | tr   | 46’, 66’ Nelson 79’ Povey         |
| Videla 8’, 17’, 34’, 60’            | c.p. | 5’ Nelson                         |

### Esito del quarto turno
- Cile: allo spareggio nord/sudamericano per la qualificazione diretta come Americhe 2

## Quinto turno
L'andata dello spareggio per l'ultimo posto diretto del continente si tenne in casa del Cile, e fu vinto, seppure di misura, dagli Stati Uniti che si aggiudicarono l'incontro 22-21 con un solo punto di scarto al termine di una partita spigolosa, disputata sotto la pioggia invernale di Santiago e interrotta da un black-out parziale all'impianto di illuminazione dello stadio.
Al ritorno in Colorado il Cile ribaltò il risultato di altrettanto stretta misura, vincendo di due punti e aggiudicandosi il doppio confronto con un punteggio combinato di 52-51 che significò, per la formazione sudamericana, la sua prima qualificazione assoluta alla Coppa del Mondo e, per i nordamericani, il passaggio obbligatorio per il girone finale di ripescaggio a novembre 2022.
| Arbitro: | Nic Berry |

|                          |      |                                    |
| Fernández 51’ Videla 80’ | mt   | 7’ Dyer 45’ Taufeteʻe 74’ Pifeleti |
| Videla 80’               | tr   | 7’, 74’ MacGinty                   |
| Videla 18’, 23’, 57’     | c.p. | 67’ MacGinty                       |

| Arbitro: | Luke Pearce |

|                                            |      |                                                      |
| Iosefo 10’, 21’ MacGinty 31’ Taufeteʻe 47’ | mt   | 33’ Torrealba 39’ M. Garafulic 51’ Videla 63’ Dittus |
| MacGinty 10’, 21’, 47’                     | tr   | 33’, 39’, 51’, 63’ Videla                            |
| MacGinty 58’                               | c.p. | 75’ Videla                                           |

### Esito del quinto turno
- Cile: qualificata alla Coppa del Mondo come seconda squadra americana
- Stati Uniti: ai ripescaggi

## Quadro generale delle qualificazioni
| Primo turno                                                 | Secondo turno                                                                                     | Terzo turno             | Quarto turno   | Quinto turno         | Qualificate      | Ripescaggi    |
| ----------------------------------------------------------- | ------------------------------------------------------------------------------------------------- | ----------------------- | -------------- | -------------------- | ---------------- | ------------- |
| Barrage sudamericano - Brasile – Paraguay - Cile – Colombia | Spareggio nordamericano - Canada – Stati Uniti Campionato sudamericano - Uruguay - Brasile - Cile | - Stati Uniti – Uruguay | - Canada– Cile | - Stati Uniti – Cile | - Uruguay - Cile | - Stati Uniti |